# 柿沼康二
柿沼 康二（かきぬま こうじ、1970年7月16日 - ）は、日本の書家。栃木県矢板市出身。

## 経歴
5歳より筆を持ち、父・柿沼翠流をはじめ、手島右卿、上松一條に師事。栃木県立矢板東高等学校、東京学芸大学教育学部芸術科（書道）卒業。2006年 - 2007年、プリンストン大学特別研究員（客員書家）を務めた。
受賞歴としては、第4回手島右卿賞、第6回国井誠海賞、独立書展特選、独立書人団50周年記念賞、毎日書道展 毎日賞（2回）などがある。
NHK「トップランナー」、毎日放送「情熱大陸」、テレビ東京「たけしの誰でもピカソ」、NHK「課外授業 ようこそ先輩」などに出演。また、2007年のNHK大河ドラマ「風林火山」や、2008年の映画「アキレスと亀」（北野武監督）で題字等を揮毫した。
超大筆などを使用した書道パフォーマンスでも有名。メトロポリタン美術館、ケネディセンター（ワシントンDC）、フィラデルフィア美術館、愛知万博、鼓童アース・セレブレーションなどでパフォーマンスを披露した実績がある。
2013年11月23日- 2014年3月2日、金沢21世紀美術館にて、大規模個展『柿沼康二　書の道　“ぱーっ”』を開催した。（株）柿沼事務所代表取締役社長兼所属アーティストとして活動する。